# Пресслер, Макс
Макс Роберт Пресслер (нем. Maximilian Robert Preßler, 17 января 1815, Фридрихштадт — 30 сентября 1886, Тарандт) — немецкий лесовод и инженер. Изобретатель бурава, названного в его честь, при помощи которого можно отобрать образцы древесины живого дерева. На основании вынутого керна можно посчитать число годичных колец и узнать возраст и прирост дерева, не уничтожая его.
С 1840 по 1883 год работал профессором в Лесной академии в Тарандте. Известен своими работами по доходности лесного хозяйства и изобретением некоторых деревоизмерительных инструментов (для измерения высоты, объёма и прироста деревьев). Главные сочинения: «Der rationelle Waldwirt u. sein Nachhaltswaldbau höchsten Reinertrag» (Дрезден, 1858—85), «Der Messknecht und sein Practicum» (Брауншвейг, 1862); «Forstliches Messknecht Praktikum» (Тарант, 1883), «Forstliche Kubierungstafeln» (Вена, 1892), «Die Forstwirtschaft der 7 Thesen» (Дрезден, 1865), «Forstliche Ertrags- u. Bonitierungs tafeln» (2-е изд. Тарант, 1878), «Forstliches Hilfsbuch» (Берлин и Вена, 1874—86) и др. Некоторые из его трудов переведены на русский язык.